# 캘리스코
캘리스코(영어: Kalisco)는 대한민국의 외식 기업이다. 2009년 10월 아워홈 외식사업부문을 물적분할해 자회사로서 설립했다. 2022년 3월 린드먼아시아인베스트먼트가 약 1백억 원을 투자하며 최대 주주로 올랐다.

## 운영 브랜드
- 타코벨
- 사보텐
- 히바린
- 리퍼크

## 같이 보기
- 썬앳푸드